# Астор (Пакистан)
Астор (урду ضلع استور) — один із 14 округів території Гілгіт-Балтистан, що знаходиться під управлінням Пакистану. Його адміністративний штаб знаходиться в Ейдгах в долині Асторе. Район Асторе межує з районом Гілгіт на півночі, районом Раунду на північному сході, районом Скарду на сході, районом Харманг на південному сході, районом Діамер на заході, районом Нілум Азад Джамму та Кашмір на південному заході та Район Бандіпор контрольованого Індією штату Джамму і Кашмір на півдні.

## Долина Асторе

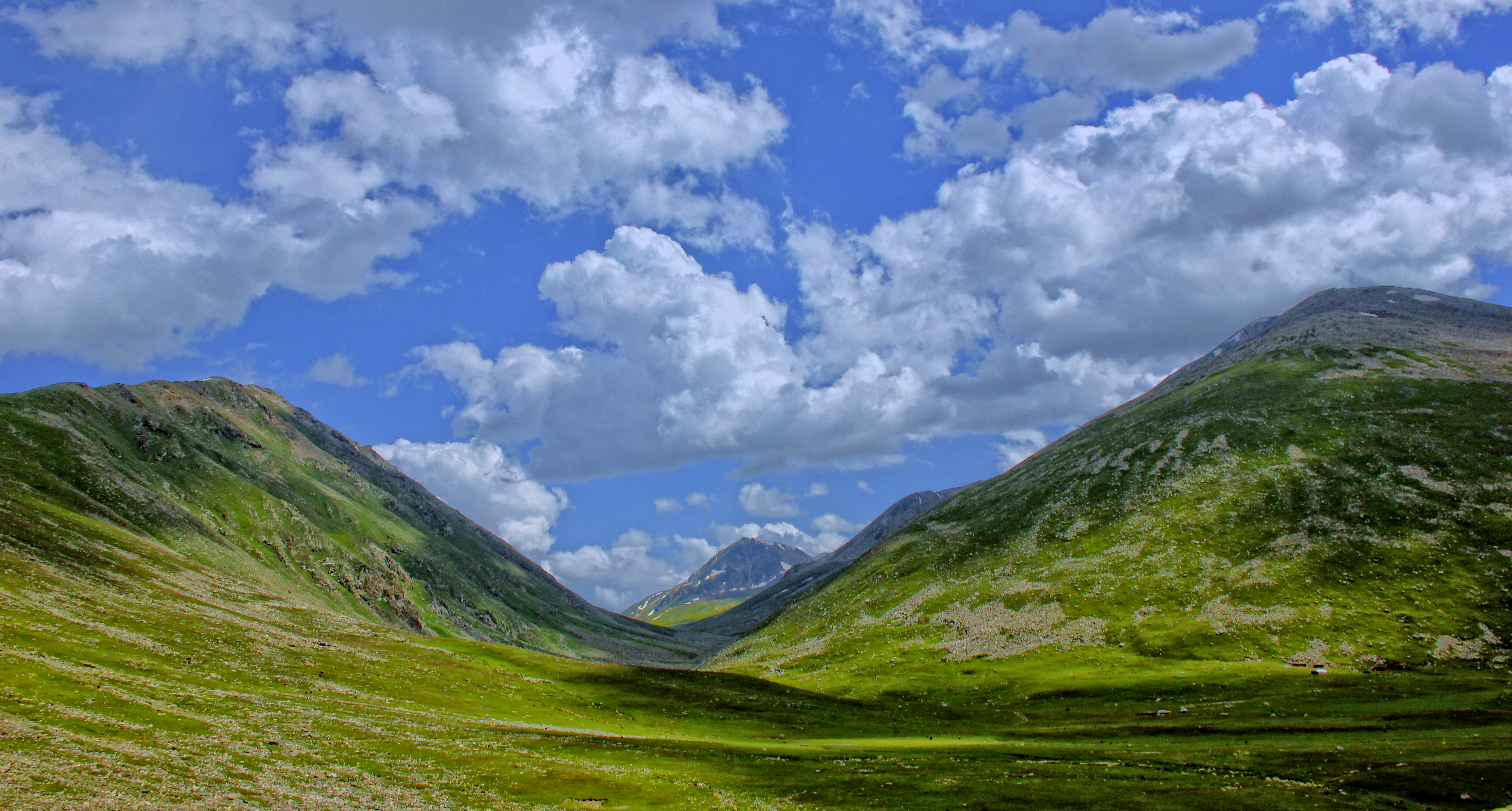
Вид на місцевість по дорозі в Асторе

Долина Асторе має площу 5092 км² і знаходиться на висоті 2 600 метрів. Долина має приблизно 250 км льодовикового покриву. Найближчим льодовиком після входу в долину є льодовик Харчо, а найдоступнішим льодовиком є льодовик Сіачен.

## Доступність
Ейдга пов’язана з Гілгітом, який добре пов’язаний повітряним транспортом з Ісламабадом і автомобільним транспортом з Пешаваром, Сватом, Ісламабадом-Равалпінді, Читралом і Скарду. Є два шляхи доступу до Ейдга. Перший - Скарду через плато Деосай 143 км, але цей маршрут не можна використовувати з листопада по червень через сильний снігопад. Другий шлях, доступний круглий рік, від Гілгіта через Яглот 128 км.